# Anna Stránská

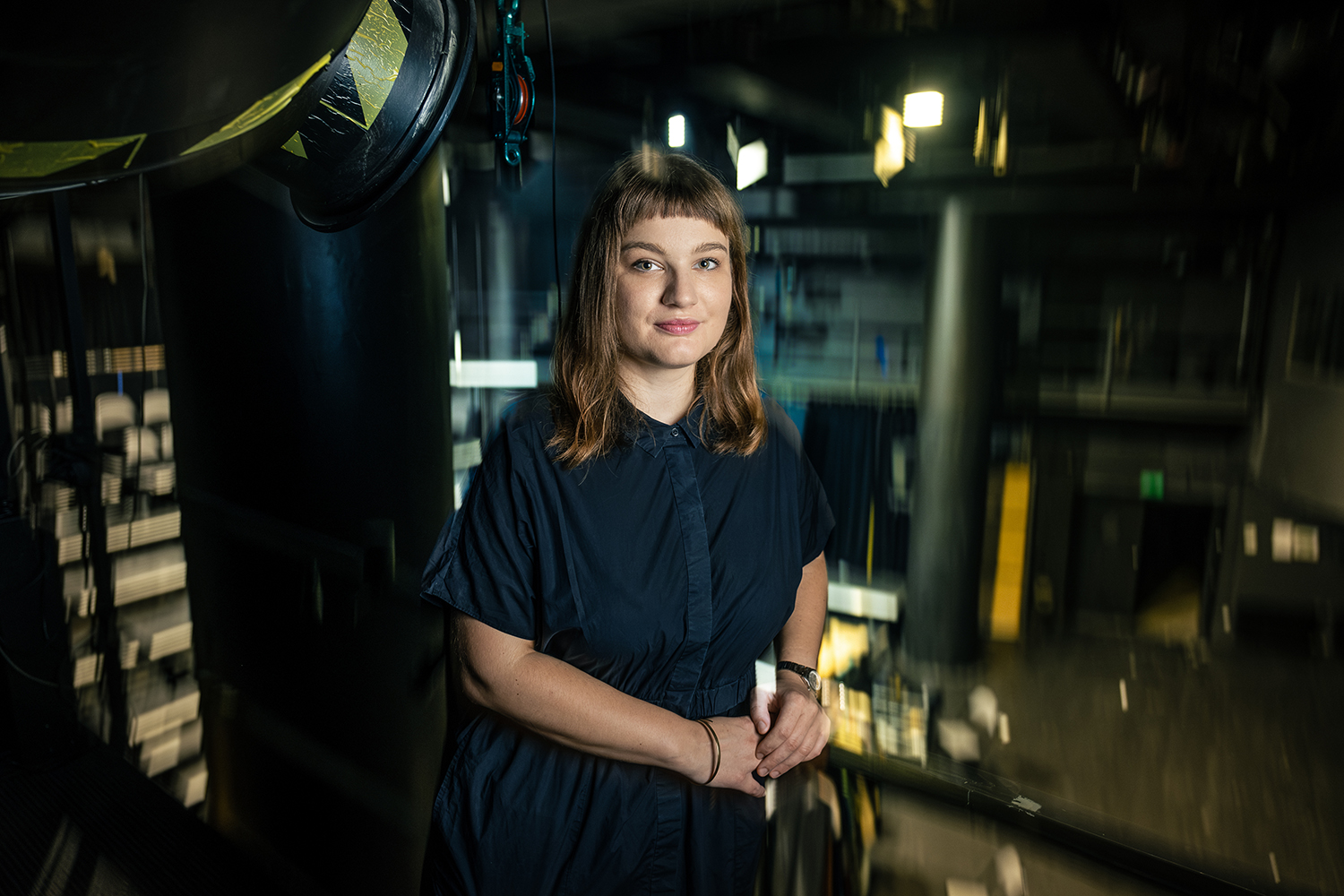
Anna Stránská v brněnském HaDivadle

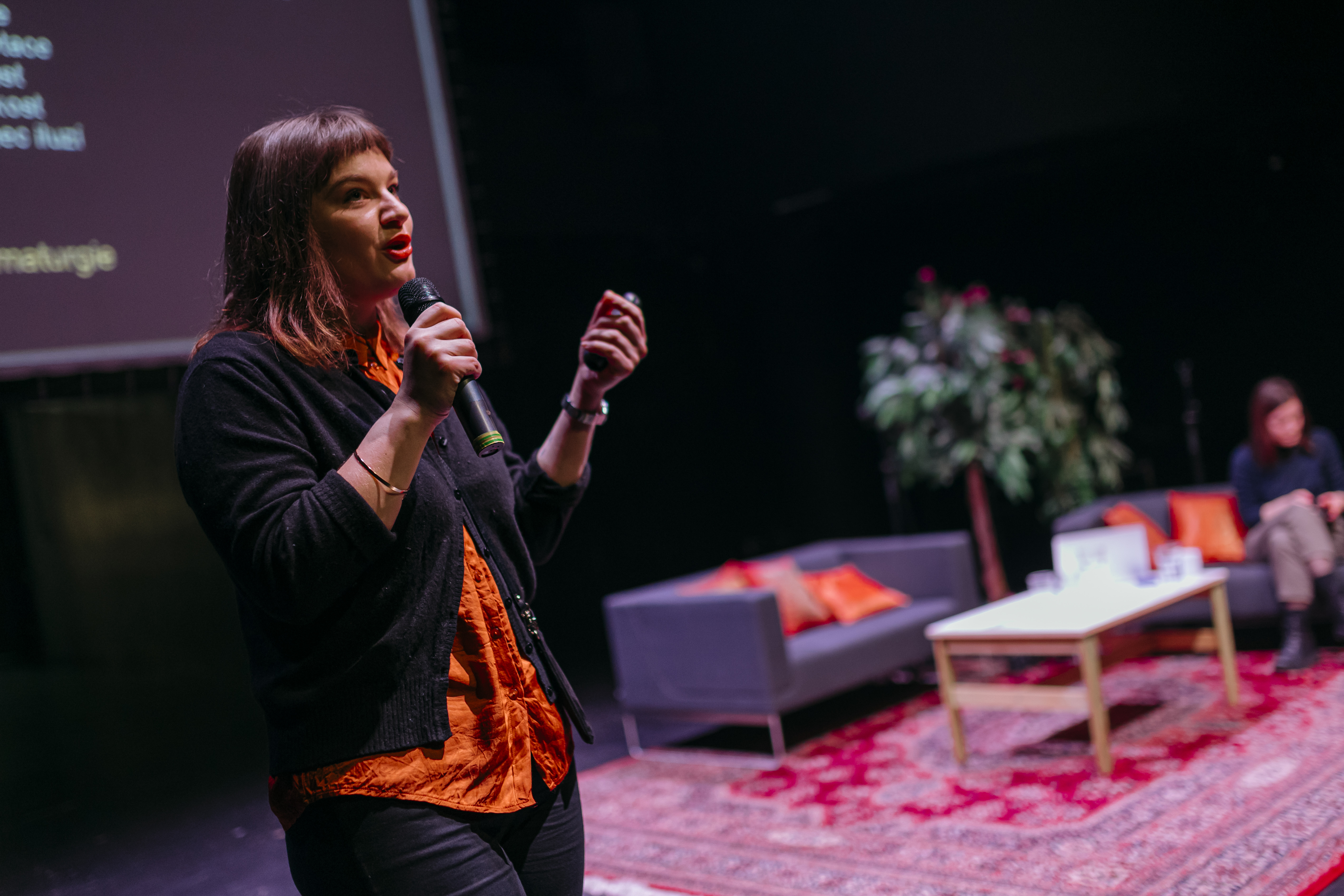
Anna Stránská při události HaDivadlo hrou v březnu 2024

Anna Stránská (* 29. května 1991, Uherské Hradiště, Československo) je kulturní manažerka a producentka, věnuje se občanským a lidskoprávním aktivitám.

## Studium
Vystudovala Gymnázium v Uherském Hradišti, kde byla mimo jiných aktivit šéfredaktorkou studentského časopisu Truňk, který získal mj. v roce 2010 ocenění Syndikátu novinářů České republiky. Později vystudovala divadelní manažerství na Divadelní fakultě Janáčkovy akademie múzických umění v Brně. Aktuálně studuje muzeologii na Ústavu archeologie a muzeologie, jehož součástí je Katedra UNESCO pro muzeologii a světové dědictví, na Filozofické fakultě Masarykovy univerzity.

## Profesní život
Jako předsedkyně spolku Memoria – Iniciativa za důstojné využití věznice v Uherském Hradišti stojí za přeměnou bývalé uherskohradišťské věznice na muzeum-památník. Spolek Memoria byl roku 2021 oceněn v kategorii za mimořádný přínos k reflexi novodobých dějin Cenou Ústavu pro studium totalitních režimů Za svobodu, demokracii a lidská práva. V roce 2023 byl uveden dokumentární film o uherskohradišťské věznici Vězení dějin, za nímž Stránská stojí jako producentka.
Působí v brněnském HaDivadle na pozici intendantky, kam ji roku 2016 přizval umělecký šéf Ivan Buraj. HaDivadlo bylo v Cenách divadelní kritiky nominované na Divadlo roku 2019. Jako intendantka HaDivadla pokračuje od roku 2025 s novým uměleckým vedením trojice Jana Vaverková, Justina Grecová a Jan Doležel. Roku 2019 pod HaDivadlem založila mezidivadelní platformu Klub mladých diváků Brno. V HaDivadle stojí za rozvojem vzdělávacích programů a aktivit společenské zodpovědnosti.
Od roku 2022 je členkou Vědecké a umělecké rady Divadelní fakulty Vysoké školy múzických umění v Bratislavě. V roce 2024 se stala členkou Rady vlády pro paměťovou agendu.
Dlouhodobě se podílí na organizaci největšího nesoutěžního filmového festivalu v České republice Letní filmová škola Uherské Hradiště, který organizuje Asociací českých filmových klubů. V minulosti spolupracovala také řadu let s Mezinárodním festivalem dokumentárních filmů Ji.hlava.